# Варано-Боргі
Варано-Боргі, Варано-Борґі (італ. Varano Borghi) — муніципалітет в Італії, у регіоні Ломбардія, провінція Варезе.
Варано-Боргі розташоване на відстані близько 530 км на північний захід від Рима, 55 км на північний захід від Мілана, 12 км на південний захід від Варезе.
Населення — 2464 особи (2014).

## Демографія
Населення за роками:

Станом на 1 січня 2023 року в муніципалітеті офіційно проживали 204 іноземці з 32 країн, серед них 79 громадян країн Євросоюзу та 13 громадян України.

## Сусідні муніципалітети
- Казале-Літта
- Комаббіо
- Інарцо
- Меркалло
- Тернате
- Верджате